# Triaenonyx
Genre
Synonymes
- Pythora Sørensen, 1886

Triaenonyx est un genre d'opilions laniatores de la famille des Triaenonychidae.

## Distribution
Les espèces de ce genre se rencontrent en Chili et en Argentine.

## Liste des espèces
Selon World Catalogue of Opiliones (30/05/2021) :
- Triaenonyx arrogans Soares, 1968
- Triaenonyx chilensis Sørensen, 1902
- Triaenonyx corralensis Roewer, 1915
- Triaenonyx dispersus Roewer, 1915
- Triaenonyx rapax Sørensen, 1886
- Triaenonyx valdiviensis Sørensen, 1902

## Publication originale
- Sørensen, 1886 : « Opiliones. » Die Arachniden Australiens nach der Natur beschrieben und abgebildet, p. 53–86.